# Madinat Hamad
Madinat Hamad (Ciudad Hamad) (en árabe مدينة حمد) es una ciudad situada en la zona meridional de Baréin. Se calcula que en 2009 tiene una población de 84.709 habitantes. 
Su nombre es un homenaje al actual rey de Baréin, Hamad ibn Isa Al Khalifah. 
Algunas variantes del nombre son Hammad, Dār Kulayb y as-Sakhir.

## Historia
Fue construida en 1984 como una ciudad dormitorio para las personas que no podían pagar los altos costos inmobiliarios de otros lugares del país.
En 1991 su territorio fue separado del municipio de Riffa y constituyó un municipio nacional hasta 2002, cuando su territorio fue incluido en la Gobernación Norte.
En 1990 el gobierno suministró ayuda a los refugiados de la guerra del Golfo con Irak, brindándoles vivienda y educación en ciudad de Hamad hasta que pudieron regresar a su país.[cita requerida]
En 2001 el gobierno entregó a los pobladores las viviendas de manera gratuita.[cita requerida]

## Geografía
Se encuentra a 18 km Manama y a 19 del aeropuerto. Alberga el campus principal de la Universidad de Baréin.